# مدينة الملك سعود الطبية
مدينة الملك سعود الطبية حالياً ومجمع الملك سعود الطبي سابقا، يقع في مدينة الرياض عاصمة المملكة العربية السعودية وهو من أقدم وأكبر المجمعات الطبية في مدينة الرياض ويتألف من ثلاث مستشفيات تضم 1500 سرير و8000 موظف، وهي المستشفى العام، مستشفى النساء والتوليد، ومستشفى الأطفال، بالإضافة لمركز الأسنان ومركز الملك فهد لمرضى الفشل الكلوي.

## النشأة ومراحل التأسيس
وزع معالي وزير الصحة -سابقاً- الدكتور رشاد فرعون الدعوة لحضور حفل افتتاح مستشفى الملك سعود الأول بالرياض، في صباح اليوم الثامن من شهر ربيع الثاني لعام (1376هـ-1956م) بسعة سريرية قدرها (450) سريراً، تحت رعاية الملك سعود بن عبد العزيز الذي تفضل بدفع تكاليف التشييد والبناء والتأثيث والتجهيز، وكان المستشفى يضم أقسام الإسعاف، والأمراض الباطنية، والعظام، والجراحة العامة، والنساء والولادة، والأطفال، والمختبر، والصيدلة، والأشعة، والتحصين الوقائي، ويعمل فيه طاقم طبي من ألمانيا، وفي عام (1382هـ) افتتح مبنى العيادات الخارجية، وفي عام (1384هـ) خلال فترة تولي معالي الدكتور يوسف الهاجري وزارة الصحة تم تغيير اسم المستشفى إلى مستشفى الرياض المركزي، وتم في نفس العام افتتاح مبنى مركز الدرن والأمراض الصدرية ومبنى المختبر المركزي وبنك الدم، وفي عام (1389هـ) تم افتتاح مستشفى النساء والولادة ومستشفى الأطفال، وفي عام (1395هـ) تم افتتاح مبنى وحدة أمراض الكلى، وعام (1398هـ) نقلت أقسام أمراض الباطنية لمبنى مستقل مؤقت، وفي عام (1405هـ) تم افتتاح مبنى مركز طب الأسنان بسعة سريرية قدرها (16) سريراً، وفي عام (1413هـ) دمجت كل من مستشفى الرياض المركزي ومستشفى النساء والولادة ومستشفى الأطفال بإدارة وحدة وأطلق عليها اسم مجمع الرياض الطبي. في عام (1431هـ) وخلال فترة تولي معالي الوزير الدكتور عبد الله الربيعة بتاريخ 26/11/1431 هـ تم تغيير مسمى «مجمع الملك سعود الطبي» إلى «مدينة الملك سعود الطبية». وشكل له مجلس إدارة إشرافي مباشر بالوزارة بتاريخ (1419/12/30هـ).
وخلال النهضة الصحية التي تشهدها المملكة أخذت وزارة الصحة في تطوير المدينة الطبية ليواكب مستشفيات الدول المتقدمة ويضاهيها، حيث كان يعد في فترة من الفترات من أكبر مرافق وزارة الصحة، إذ تبلغ سعته السريرية حوالي (1400) سرير، ويقوم بمعالجة جميع الحالات المرضية، حيث يبلغ عدد مراجعيها في العام الواحد مايقارب المليون مراجع ومراجعة، كما يبلغ عدد مراجعي إسعافاته الثلاثة (العام، النساء والولادة، والأطفال) مايقارب النصف مليون مريض ومريضة، وتبلغ عدد العمليات الجراحية الكبرى التي تجري سنوياً (18) ألف عملية لجميع الحالات المرضية ماعدا القلب المفتوح.

## أقسام المجمع

### قسم الإسعاف والطوارئ
ونظراً لما يقدمه هذا المجمع الطبي من خدمات طبية واسعة ومميزة وتدريبية لطلاب وطالبات كلية الطب والطب المساعدة والمعاهد الفنية المختلفة، وتنفيذه للعديد من الأنشطة التثقيفية الصحية واستقباله أعداداً كبيرة من الحالات المحولة إليه؛ لما لديه من إمكانيات علاجية كبيرة يقدمها لمرضى منطقة الرياض، ومختلف مناطق المملكة، من خلال قسمين حيويين هما قسم الإسعاف والطوارئ، حيث يستقبل الحالات الإسعافية على مدار الساعة.

### قسم العيادات الخارجية
يستقبل قسم العيادات الخارجية المرضى المحولين من المراكز الصحية والمستشفيات داخل مدينة الرياض ومستشفيات منطقة الرياض ومختلف مناطق المملكة، ويحتوي قسم العيادات الخارجية التخصصات التالية: الجراحة العامة، وجراحة العظام، جراحة المخ والأعصاب، وجراحة المسالك البولية، جراحة الصدر، جراحة التجميل والحروق، جراحة الأنف والأذن والحنجرة، أمراض العيون وجراحتها، أمراض الباطنة، أمراض القلب، أمراض الكبد، أمراض الأعصاب، أمراض الروماتيزم، أمراض الدم والأورام، أمراض السكري، أمراض الجلدية والتناسلية، التخدير وعلاج الألم، وعيادة الرعاية الأولية، عيادة التغذية وعيادات المشورة، وعيادة العقم.

### أقسام العناية المركزة
تعد أقسام العناية المركزة في مدينة الملك سعود الطبية أول أقسام هذا الفرع من الطب في المملكة، وقد بدأ العمل بها في أوائل عام (1393هـ) بعد أن وقع الاختيار على أحد المواقع في الطابق الأول من المستشفى العام، وتم ترميم الموقع وإعداده بسعة ستة أسرة جهزت بأجهزة مراقبة الوظائف الحيوية للمرضى سواء السريرية أو المركزية والتي ترصد بصفة مستمرة ضغط الدم والنبض والتنفس ودرجة الحرارة، إضافة إلى العديد من الأجهزة الطبية التي تمليها الحاجة، كما اختيرت نوعية خاصة من أعضاء الفريق الطبي للعمل في هذا القسم من أطباء وهيئة تمريض وفنيين وفئات مساعدة، حيث دُربت تدريباً مميزاً يتناسب مع ما يتطلبه القسم واحتياج المرضى المنومين به من رعاية طبية وتمريضية مكثفة، ومنذ شهر شوال من عام (1394هـ) بدأ القسم في استقبال المرضى من جميع أقسام المستشفى، وكذلك من مستشفى النساء والولادة، ومستشفى الأطفال علاوة على المرضى المحالين من العديد من المستشفيات الأخرى.
ونتيجة للجهود المكثفة من قبل المسؤولين بوزارة الصحة واهتمام إدارة المدينة الطبية الدائم والمتابعة الدؤوبة لتطوير العناية، لما تمليه الحاجة لهذه الخدمة الطبية والتمريضية أخذت السعة السريرية في الازدياد والتوسع، في عام (1398هـ) اختير موقع جديد إضافة إلى السابق بسعة (6) أسرة أخرى، وذلك لمرضى الإصابات المتعددة إثر الحوادث المرورية وغيرها ليصبح بذلك عدد الأسرة الكلي (12) سريراً، حيث جهزت الأسرة الستة المضافة في القسم الجديد بمتطلبات هامة وأجهزة ولوازم طبية.
وفي تلك الفترة أنشأت وحدة عناية مركزة في مستشفى النساء والولادة بسعة (6) أسرة، وعناية مركزة أخرى في مستشفى الأطفال، وفي عام (1400هـ) أنشئ في قسم الأمراض الباطنية للمستشفى العام وحدة عناية مركزة لمرضى القلب سعة (24) أسرة، مجهزة بما يتطلبه الوضع لتقديم الخدمة العلاجية اللازمة للمرضى في القسم، وفي عام (1404هـ) أنشئت وحدة عناية مركزة لمرضى جراحة المخ والأعصاب بسعة (6) أسرة، وفي عام (1406هـ) افتُتِحت وحدة علاج مركز للحروق بسعة (14) سريراً، وزودت الوحدة باللوازم والأجهزة التي تتطلبها نوعية المرضى وإصاباتهم.
يتضح مما سبق أن السعة السريرية للعناية المركزة عند إنشائها عام (1394هـ) كانت (6) أسرة واستمر التوسع في نوعية العناية المركزة وزيادة السعة السريرية، وأصبح يوجد حالياً بالمجمع وحدات العناية المركزة كما يلي:
- العناية المركزة العامة (GENERD. ICU).
- العناية المركزة للقلب (CORANARY. ICU).
- العناية المركزة لجراحة المخ والأعصاب (NEURO. ICU).
لتصل بذلك السعة السريرية لوحدات العناية المركزة بالمستشفى العام (141) سريراً، بالإضافة لوجود العناية المركزة للحروق (BURN. ICU) بسعة (8) أسرة، وحدة نزيف الجهاز الهضمي (HMU) بسعة (4)أسرة. كما يوجد في مستشفى الأطفال (6) أسرة عناية مركزة للأطفال، وكذلك (6) أسرة عناية مركزة في مستشفى النساء والولادة، وبذلك يصبح إجمالي عدد أسرة العناية المركزة في مدينة الملك سعود الطبية أكثر من مائة وستون سريراً.
وجار العمل حالياً لتحديث وتوسعة قسم العناية المركزة بالمستشفى العام، ليواكب التطورات المستمرة في مجال العناية المركزة وعلاج الحالات المرضية الحرجة، حيث بدأ العمل لإنشاء مبنى جديد في الجهة الشمالية من الموقع الحالي للعناية المركزة، ليصبح القسم -إن شاء الله- بعد التوسعة والتحديث والتطوير وزيادة عدد أسرته من (24) سريراً إلى (41) سريراً، وسيكون القسم على درجة عالية من الجودة والكفاءة والأداء وتجهيزه بأفضل وأحدث ما نتج من أجهزة مراقبة، وظائف حيوية للمرضى من ضغط دم وتنفس وتخطيط للقلب ونبض القلب ودرجة الحرارة ونسبة أكسجين الدم، بالإضافة إلى الأجهزة الحيوية العديدة التي تلزم هذا القسم الفائقة الأهمية.

### وحدة تنظير الجهاز الهضمي
افتتحت وحدة تنظير الجهاز الهضمي عام (1403هـ)، وتعتبر الآن من أكبر الوحدات بالمملكة بالنسبة لحجم العمل، حيث يتم يومياً وعلى مدار (6) أيام إجراء ما معدله (20) عملية تنظير لتغطية الحالات الروتينية والإسعافية، كما تقوم الوحدة بإجراء توسيع القنوات الهضمية، وقياس تركيز الحموضة في القناة الهضمية العلوية، وعلاج البنكرياس، والالتهاب المزمن للبنكرياس، وسرطان البنكرياس، وتفتيت الحصوات المرارية، والتنظير المراري، وتوسيع التضيقات والتصريف الدمي في حالة التسربات بعد إجراء العمليات الجراحية للجهاز المراري، وعمل القسطرة ووضع الأنابيب في الحالات الحميدة والخبيثة، وفي حالة انسداد القنوات البنكرياسية وكذلك تنظير الجهاز الهضمي العلوي، سواءً للتشخيص أو العلاج، بالإضافة إلى إيقاف نزيف قرحة المعدة أو الإثني عشر بطرق مختلفة، كذلك معالجة الحالات الصعبة المحالة للمجمع من المراكز الأخرى باستخدام الليزر، كما هو معمول به في المراكز العالمية المتطورة، كما يتم إيقاف النزيف من دوالي المريء بواسطة الحقن أو الربط، وكذلك حقن دوالي المعدة والإثني عشر، سواء بمادة لاصقة أو غيرها، واستئصال الزوائد اللحمية من القناة الهضمية العلوية وأخذ العينات لجميع الإصابات.

### وحدة العمود الفقري
تجري وحدة العمود الفقري في قسم جراحة العظام بمدينة الملك سعود الطبية العديد من العمليات الجراحية الكبرى والصعبة، حيث يتم إجراء عمليتين جراحيتين إلى ثلاث عمليات في اليوم الواحد، كما تواجه الوحدة ضغطاً شديداً بالمرضى المحالين من معظم المستشفيات، وإلحاح المرضى وذويهم بالمعالجة في الوحدة، وذلك للسبق الذي حققته وتحققه الوحدة من نتائج ظاهرة وحقيقية على المرضى الذين عولجوا بالوحدة بفضل الله، ثم بفضل ماوفرته حكومتنا الرشيدة -حفظها الله- من أجهزة وإمكانات تفوق مايتوفر من بعض مستشفيات الدول المتقدمة.

### مركز التأهيل الطبي
ويضم مركز التأهيل كلاً من: قسم العلاج الطبيعي، وقسم الأطراف الاصطناعية، وقسم النطق والتخاطب والبلع، ويستقبل قسم العلاج الطبيعي جميع الحالات المحوله من أقسام المجمع المختلفة بالإضافة إلى الحالات المحولة من مستشفيات المملكة الأخرى. ويعمل بالقسم كادر طبي مؤهل من اخصائيين وفنيين موزعين على الأقسام الداخلية للمجمع وكذلك بالعيادة الخارجية للعلاج الطبيعي. فقسم العلاج الطبيعي يستقبل مايقارب 130مريض يوميا من رجال/نساء/أطفال منهم 15-25 مريض جديد والباقي متابعه، وهذا يعكس أهمية المجمع جغرافياً وطبياً ليستقبل هذا العدد ويوفر لهم خدمات التأهيل بأنواعها. أما قسم الأطراف فيوفر الجبائر الطبية والأطراف الاصطناعية والأجهزة التعويضية، ويتم إعادة تحويل المرضى لقسم العلاج الطبيعي لتأهيل المرضى وتدريبهم على تلك الأطراف. ومن خلال هذا القسم يقوم بإصدار بطاقات للمعاقين (بطاقه تخفيض طيران وبطاقه تسهيل مرورية).

### مركز الملك فهد الخيري للكلى
وتبلغ سعته (104) أسرة، ويعمل على مدار الأربع والعشرين ساعة، ويعد ضمن أكبر وحدات الكلى بالمملكة، حيث يقدم خدماته التشخيصية والعلاجية لعدد كبير من المرضى المصابين بالفشل الكلوي.

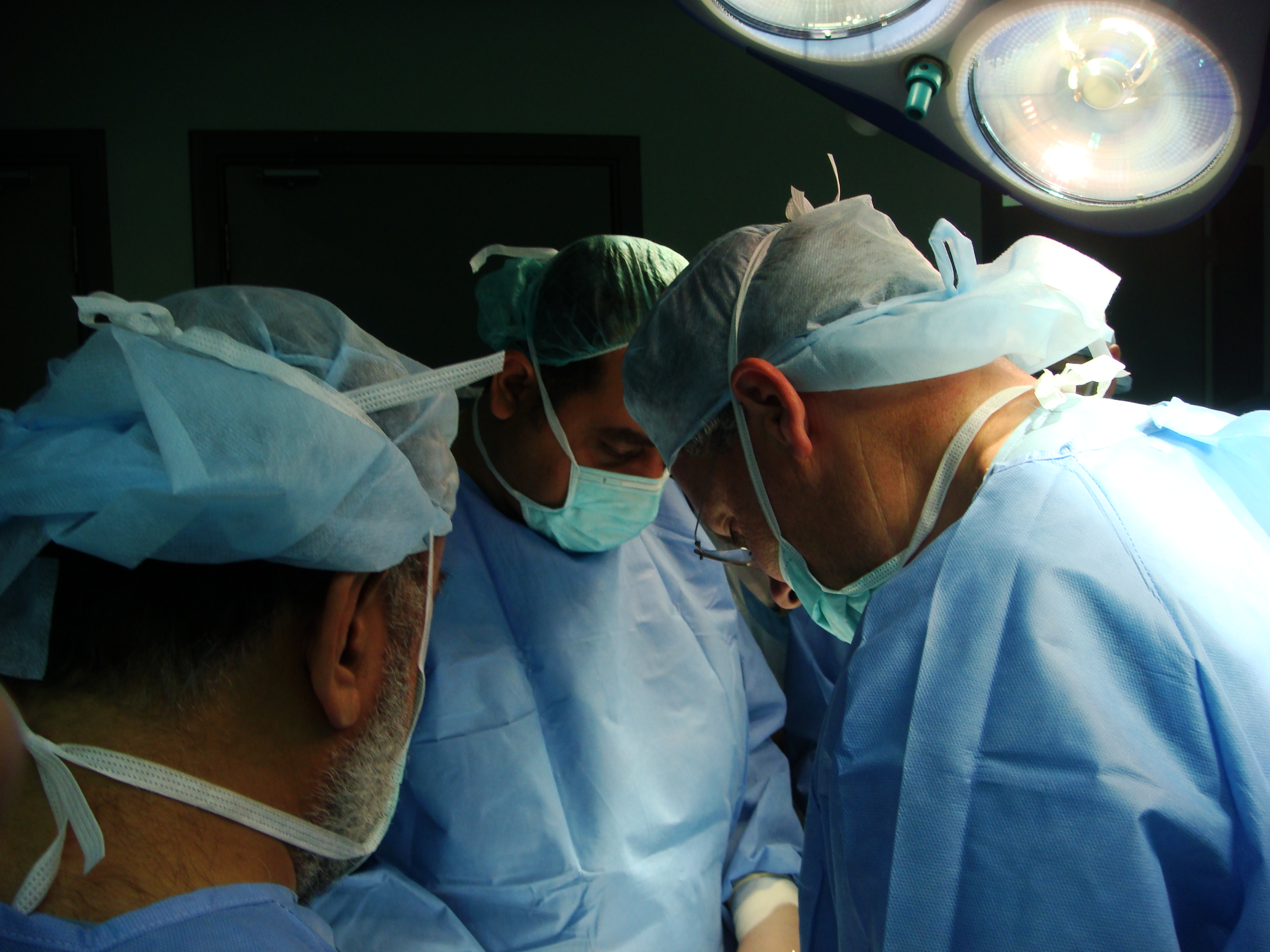
Operative room

### قسم الأشعة
طُوِّر قسم الأشعة ليصبح من أحدث أقسام الأشعة بالمملكة، حيث يمكنه عمل جميع وأصعب الفحوصات الشعاعية والصوتية والرقمية والطبقية وبالرنين المغناطيسي. المشروعات التطويرية

## تطوير وتوسعة المجمع
وجرى تشغيل مبنى أقسام الأمراض الباطنية (البرج الطبي) المكون من ثمانية أدوار، والذي بلغت تكلفة إنشائه (69.505.823) ريالاً، خلال مدة ثلاث سنوات، كما تم تحديثه وتطويره وتنظيمه، إلى جانب ترميم وتطوير الصيدلية الخارجية وتجهيزها بجميع المستلزمات الطبية والمعملية والأثاث اللازم لذلك، وتم إنشاء وحدة خاصة لتحضير الأدوية السرطانية الكيميائية على أفضل الأسس والمعايير العملية المتبعة في ذلك، وقد تم تدريب عدد من الصيادلة في مستشفى الملك فيصل التخصصي للعمل في هذه الوحدة، كما تم تحويل نظام تسجيل الوصفات من تدوين بالسجلات إلى رصده على أجهزة الكمبيوتر في جميع الأقسام الصيدلية.
كما تم تحديث الأثاث اللازم لأقسام وغرف التنويم بالمستشفى العام، وتم ترميم جميع أقسام التنويم وقسم الإسعاف بالمستشفى العام، بالإضافة إلى تطوير قسم جراحة العظام الذي يحوي على ما يقارب (140) سريراً. الذي يُعد من أكبر أقسام العظام في المملكة، ويجري ما يقارب خمسين عملية أسبوعياً، والتي هي في أغلبها من العمليات الرئيسية والهامة في مختلف تخصصات جراحة العظام، وتم إنشاء وحدة للأطراف الصناعية والأجهزة التعويضية، كما تم تجهيز قسم الأمراض الجلدية بأحدث الأجهزة الطبية وهي: جهاز ليزر لعلاج الصدفية والبهاق، وجهاز ليزر لعلاج الوحمات الوعائية، جهاز ليزر لعلاج الوحمات البنية وعلامات الولادة والوشم، جهاز ليزر لعلاج الشعر الزائد، جهاز ليزر لإزالة أورام الجلدية الحميدة، وجهاز التقشير الكرستالي، وعلاج التعرق الزائد بواسطة حقن البوتكس، وتم تأمين جهاز تحميص أشعة الأسنان، وجهاز موتر برد الأسنان، وجهاز فرن لعمل البروسلين، وجهاز برد عالي السرعة، وتجهيز عيادة الأنف والأذن والحنجرة بوحدة تشخيصية متطورة ومختبر النطق، وكبينة عازلة للصوت، وجهاز قياس ضغط الأذن، وجهاز فحص الحنجرة، وعدداً من المشاريع التطويرية التي تعود بالنفع على المرضى وذويهم.

## احصائيات المستشفى
أوضحت الإحصائية السنوية لأعوام (1423/1422/1420هـ) أن المرضى والمراجعين لمجمع الرياض الطبي يزيد عددهم على المليون مراجع ومريض، حيث بلغ عام (1420هـ) عدد المرضى والمراجعين (1071224) مريضاً ومراجعاً، وتم إجراء (10560) عملية جراحية كبرى، وتمت ولادة (11671) مولوداً ومولودة، وخلال عام (1421هـ) بلغ عدد المرضى والمراجعين الذين استقبلهم مدينة الملك سعود الطبية (1062250) مريضاً ومراجعاً، وتم إجراء (10372) عملية جراحية كبرى، واستقبلت غرف الولادة (11671) مولوداً ومولودة، وفي عام (1422هـ) تم استقبال (1037571) مريضاً ومراجعاً، وتم إجراء (32576) عملية جراحية كبرى إلى جانب ولادة (11893) مولوداً ومولودة.

## المختبر الإقليمي وبنك الدم بالرياض
افتتح في عام (1384هـ) بإدارة مدير المختبر الإقليمي وبنك الدم الدكتور/ عبد الوهاب بن جمعه، ويعتبر المختبر الإقليمي مركزاً هام للمختبرات بمنطقة الرياض وتضم حوالي 15 قسماً، وهي شعبة تنظيم المختبرات وقسم الصحة العامة وقسم علم أمراض الدم وقسم الكيمياء الحيوية وقسم الطفيليات وقسم الجراثيم وقسم الدرن وقسم المصليات وقسم الفيروسات وقسم المناعة وقسم الوراثة وإدارة الجودة النوعية وقسم الهرمونات وقسم PCR وقسم الPOLY وبنك الدم المركزي.

## المسمى الجديد
في الثالث من نوفمبر عام (2010 م)صدرت توجيهات خادم الحرمين الشريفين الملك عبد الله بن عبد العزيز آل سعود بالموافقة على استبدال مسمى مجمع الملك سعود الطبي إلى (مدينة الملك سعود الطبية) بالرياض.